# Vanua Levu
Vanua Levu – jedna z dwóch głównych wysp Fidżi, druga pod względem wielkości po Viti Levu. Znana dawniej jako Wyspa Drzewa Sandałowego (ang. Sandalwood Island). Położona jest około 70 km na północ od Viti Levu. 
Zajmuje powierzchnię 5556 km². Jej wnętrze  jest górzyste, najwyższy szczyt (Nasorolevu) sięga 1031 m n.p.m.; występują gorące źródła. Wyspę otaczają rafy koralowe. Na południowo-wschodnich stokach występują gorące lasy tropikalne, na północno-zachodnich roślinność sawannowa. Na wyspie występują plantacje trzciny cukrowej, ryżu, bananowców.
Dwa najważniejsze ośrodki miejskie wyspy to Labasa i Savusavu.